# Branisłau
Branisłau (biał. Браніслаў; ros. Бронислав, Bronisław) – wieś na Białorusi, w obwodzie homelskim, w rejonie żytkowickim, w sielsowiecie Ludzianiewiczy. W 2009 roku liczyła 194 mieszkańców. Leży nieopodal drogi Łuniniec-Kalinkowicze oraz linii kolejowej Łuniniec-Homel, przy której znajduje się przystanek kolejowy Branisłau.

## Historia
Miejscowość była wzmiankowana w XVIII wieku jako osada w ujeździe mozyrskim, w guberni mińskiej. W 1879 roku wymieniana była jako jedna z miejscowości należących do parafii w Ludzianiewiczach. Po uruchomieniu linii kolejowej Łuniniec-Kalinkowicze w 1886 roku zaczęła funkcjonować stacja kolejowa Branisłau. Według danych ze spisu powszechnego w 1897 roku Branisłau liczył 163 mieszkańców i znajdowały się w nim 23 gospodarstwa. W 1908 roku miejscowość wchodziła w skład wołości Żytkowicze i obejmowała wówczas 24 gospodarstwa. W pobliskim chutorze o nazwie Branisłau mieszkały w tym czasie 33 osoby w 5 gospodarstwach. W 1917 roku odnotowano we wsi 184 mieszkańców, w 1921 roku 32 gospodarstwa, a w 1925 roku – 37 gospodarstw. 20 sierpnia 1924 roku wieś ustanowiono siedzibą nowo utworzonego sielsowietu Branisłau w rejonie żytkowickim, w okręgu mozyrskim (do 26 lipca 1930 roku i potem ponownie od 21 czerwca 1935 roku do 20 lutego 1938 roku), a od 20 lutego 1938 roku w obwodzie poleskim i następnie w obwodzie homelskim od 8 stycznia 1954 roku. W 1930 roku zorganizowany został kołchoz „Pramień kamuny”, w którym działała m.in. kuźnia. W czasie II wojny światowej, po ataku III Rzeszy na Związek Radziecki, wioska znalazła się pod okupacją niemiecką. Wojska radzieckie odbiły miejscowość 5 lipca 1944 roku. W 1959 roku Branisłau liczył 524 mieszkańców. Później wieś weszła w skład sowchozu „Ludzianiewiczy”. 16 czerwca 2004 przeniesiono siedzibę sielsowietu Branisłau do pobliskiej wsi Hrada, a 26 września 2006 roku zlikwidowano sielsowiet Branisłau, włączając wieś Branisłau do sielsowietu Ludzianiewiczy.